# Michel Leclerc (entrepreneur)
Pour les articles homonymes, voir Michel Leclerc et Leclerc.
 (avril 2015).
Si vous disposez d'ouvrages ou d'articles de référence ou si vous connaissez des sites web de qualité traitant du thème abordé ici, merci de compléter l'article en donnant les références utiles à sa vérifiabilité et en les liant à la section « Notes et références ».
Michel Leclerc, né le 21 août 1939 à Landerneau (France), est un entrepreneur français. Il a été le président directeur général de l'enseigne ROC Eclerc mais n'a plus de lien avec cette société. Actuellement[Quand ?] retraité il est toujours actif. Il est animateur, avec son fils, de la chaîne de pompes funèbres Sublimatorium Florian Leclerc. Il est le frère d'Édouard Leclerc qui a été le président de l'ACDLec (Association des centres distributeurs Leclerc).

## Biographie

### Enfance et formation
Né le 21 août 1939, Michel Marie Leclerc est le fils d'Eugène Leclerc et de Marie Kerouanton. À Landerneau (Finistère), sa ville natale, il intègre à 6 ans l'école Saint Joseph, tenue par les Frères de Lamennais, depuis le primaire jusqu'à obtenir un bac technique dans une spécialisation mécanique et électricité. Il enseigne pendant trois ans dans cette école comme professeur technique. Il part ensuite pour Paris à l'âge de 19 ans et intègre l'École des arts et métiers. Il obtient le diplôme d'ingénieur électromécanicien à l'âge de 23 ans.
Il va travailler avec son frère au sein de l'ACDLec (Association des centres distributeurs Leclerc) et ouvre avec des indépendants une quarantaine de centre distributeurs E. Leclerc dans le sud de la France, depuis Tarbes jusqu'à Marseille.[réf. nécessaire]
Il quitte son frère et développe un réseau de stations service en menant un combat pour les prix bas dans le secteur des carburants puis il met en place un réseau dans le secteur des pompes funèbres. À cette occasion il casse le monopole de la loi de 1905 sur les monopoles des pompes funèbres.

## Publications
- Michel Leclerc, Debout la France !, Éditions du Rocher, 1985
- Michel Leclerc, L'Audace : 7 mesures pour vaincre le chômage, Monaco, Éditions du Rocher, février 1994, 160 p. (ISBN 2-268-01675-7)